# Grevillea pteridifolia
Grevillea pteridifolia är en tvåhjärtbladig växtart som beskrevs av J. Knight. Grevillea pteridifolia ingår i släktet Grevillea och familjen Proteaceae. Inga underarter finns listade i Catalogue of Life.